# Emilio Eduardo Massera

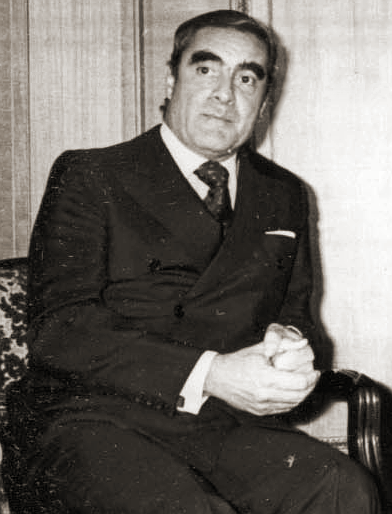
Emilio Massera

Emilio Eduardo Massera (Paraná (Entre Ríos), 19 oktober 1925 – Buenos Aires, 8 november 2010) was een Argentijns legerofficier en een van de leidende figuren bij de Argentijnse staatsgreep van 1976. In 1981 bleek dat hij lid was van de clandestiene vrijmetselaarsloge P2, ook bekend als Propaganda Due, die onder andere een dubieuze rol heeft gespeeld in  de Italiaanse politiek. 

## Biografie
Massera volgde vanaf 1942 de Militaire School voor de Marine, en verliet deze in 1946 als adelborst. Na de zogenoemde Bevrijdingsrevolutie van 1955 ging Massera werken bij de inlichtingendienst van de marine.
In de loop van zijn carrière vervulde hij verschillende posities bij de marine, waaronder het bevel over het zeilopleidingsschip ARA Libertad en het commando over de zeevloot in 1973. In 1974 promoveerde Massera tot grootadmiraal en werd hij opperbevelhebber van de Argentijnse marine, nadat de regering een aantal oudere admiraals gedwongen met pensioen had gestuurd.   
Tussen 1976 en 1978 maakte Massera, samen met Jorge Rafael Videla en Orlando Ramón Agosti, deel uit van de militaire junta die de Argentijnse presidente Isabel Martínez de Perón opzijschoof en Argentinië de facto regeerde tijdens het "nationale reorganisatieproces". In september 1978 legde Massera zijn functies als opperbevelhebber van de Marine en juntalid neer. In 1981 vertrok hij naar Roemenië. 
Nadat de Argentijnse dictatuur in 1983 ten val gebracht was, werd Massera met zijn medejuntaleden berecht wegens schending van de mensenrechten. Hij werd veroordeeld tot levenslange gevangenisstraf en verloor zijn militaire rang. Eind 1990 kreeg hij echter amnestie van de toenmalige president Carlos Menem. Massera was hierna vrij tot 1998. In dat jaar werd hij opnieuw gevangengezet hangende een onderzoek naar het ontvoeren en van hun identiteit beroven van kinderen gedurende zijn ambtstermijn alsook naar het geven van orders tot marteling, executie, het gevangen zetten in illegale detentiecentra en het verdrinken van gevangenen. 
Tijdens zijn proces verklaarde Massera het verstrekken van een diplomatiek paspoort aan Licio Gelli, het hoofd van de loge P2, met het feit dat Gelli de Argentijnse regering geholpen had in de strijd tegen de subversie en ook bij het verbeteren van het imago van Argentinië in het buitenland. 
In 2004 kreeg Massera een beroerte die veroorzaakt was door een aneurysma in de borst, waarvoor hij werd opgenomen in het militaire hospitaal van Buenos Aires. In verband met de na-effecten van deze beroerte werd Massera in maart 2005 wettelijk onbekwaam verklaard in verband met geesteszwakte en werden de rechtszaken tegen hem opgeschort.
Massera overleed in november 2010 op 85-jarige leeftijd aan de gevolgen van een nieuwe beroerte in het Marinehospitaal van Buenos Aires.